# アカルイミライ 〜Wet And Messy 2nd time〜
『アカルイミライ Wet And Messy 2nd time』は、2003年12月19日にFlyingShineから発売されたアダルトゲーム。
本作は『ミライ』シリーズの第1作であり、複数の登場人物の視点で物語が描かれる仕組みとなっている。
FlyingShine黒のデビュー作である『クライミライ』をはじめとする後続作品が凌辱ルートのみだったのに対し、本作では凌辱ルートと純愛ルートの両方が存在する。
また、副題に"Wet And Messy 2nd time"とあるように、本作はスタッフがFlyingShine設立前にPILにて制作した「WAM -xxxnovel.wetandmessy.com-」シリーズとしての2作目としても位置付けられておりウェット&メッシーの要素も含まれている。
ユーザーからの再発売の要望を受け、2006年10月27日にはDVDリマスター版が発売されたほか、2013年には後続作品とセットのセット品である『ミライシリーズ・パック』として発売された。

## 物語
私立薊学園の新聞部に所属する主人公・英田柾は、学校に出没するという幽霊の調査をしていた。ある時、過去の時間に存在する女生徒・美甘櫻と会話できるようになる。しかし英田は、美甘櫻が過去、何者かによって殺害されていたことを知り、櫻の運命を変えようと行動する。その頃、学園では「心療クラブ」というアロマテラピーの普及をうたう怪しげなサークルが着々と勢力を強めていた。そして「心療クラブ」と櫻の死には、何らかの関係がありそうであることに英田は気づく。英田と櫻は、時を超えて協力し、悲劇を未然に防ごうとする。　

## 登場人物
英田 柾
本作の主人公。新聞部員。
美甘 櫻（みかも さくら）
声:吉川華生
本作のヒロインで、水泳部に所属していた。努力家で水泳の実力はあるが、プレッシャーに弱く、本番で実力を発揮できないことがある。
巨乳にコンプレックスを持っているが、他者からの評価が高いことに気付いていない。
琴浦 椿（ことうら つばき）
声:楠鈴音
水泳部の部長。水泳の実力は全国レベルであり成績もトップクラスで、面倒見もよいため「お姉さま」と慕われるほど男女問わず憧れの対象になっている。その一方、かなりの世話焼きであるが、周囲が肯定的にとらえているため、世話を焼かれている方はおせっかいだという気持ちを表に出しにくい傾向にある。
趣味はアロマオイルの収集。
閑谷 紫苑（しずたに しおん)
声:乃田あす実
柾の幼馴染。普段はおとなしいが、二人きりとなると柾に甘えてくる。小柄だがナイスバディ。
神目 楓（こうめ かえで）
声:榎津まお
紫苑の親友。柾と同じく新聞部に所属しており、ジャーナリストを自称して夢見ている。探究心と行動力はあるが、無鉄砲な一面もあり、柾のフォローがあってどうにか新聞部員として活動できている状況にある。
御津 撫子（みつ なでしこ）
声:金田まひる
柾らの後輩で、心療クラブというアロマテラピー同好会に所属している。気が弱く、付け込まれやすい性格をしている。
成羽 菫（なりわ すみれ）
声:児玉さとみ
柾らの一学年上の先輩。バイセクシャルで、彼女に食われた男女は多く、柾も狙われている。アロマテラピーを趣味としており、オイルを入れたアロマストラップというものを持ち歩いているが、中身は睡眠薬や媚薬の類ではないかとうわさされている。

## スタッフ
- シナリオ：三宅蒼色
- キャラクターデザイン・原画：相川亜利砂

## 主題歌・イメージソング
- テーマソング「Sweet Perfume」

作詞：MYU　作曲/編曲：Funczion　ボーカル：Marica
- 「わむ音頭」
- 歌：Marica、みみよりシスターズ/作詞：MYU/作曲：Funczion SOUNDS

このほかにも、初回特典のマキシシングルには「メイドさんロックンロール」などで知られる田所広成が制作した楽曲が収録されている。

## 反響
| 順位 | キャラクター |
| ---- | ------------ |
| 1位  | 閑谷 紫苑    |
| 2位  | 神目 楓      |
| 3位  | 美甘 櫻      |
| 3位  | 琴浦 椿      |
| 5位  | 成羽 菫      |
| 6位  | 御津 撫子    |

オリジナル版の発売後に行われたキャラクター人気投票の結果は右の通り。